# Sofronio di Sofia
Sofronio di Sofia, nato Stefano (in bulgaro Св. преподобни Софроний Софийски и Български?; ... – Besarabovo, 1515), è uno dei nove santi di Sofia. La Chiesa ortodossa lo celebra il 28 maggio.

## Biografia
Sofronio di Sofia, nato con il nome di Stefano, visse probabilmente tra la seconda metà del XV secolo e l’inizio del XVI secolo. Fu prete nel villaggio di Penkovci, nelle vicinanze di Sofia. A causa di gravi persecuzioni religiose, fuggì dapprima nella capitale bulgara e in seguito presso il voivoda Radul, in Valacchia. In questo periodo, dopo la morte della moglie, decise di abbracciare la vita monastica, assumendo il nome di Sofronio.
Dopo la morte del voivoda, rientrò in Bulgaria e si stabilì presso il monastero rupestre di Besarabovo, nei pressi di Ruse, dove visse in ritiro spirituale, dedicandosi al digiuno e alla preghiera. Fu ucciso nel 1515 da un servitore del monastero. Secondo la tradizione, tre anni dopo, apparve in visione ai monaci, che riesumarono la sua tomba e trovarono le sue reliquie intatte e profumate. Furono quindi raccolte e collocate in un tabernacolo, dove vennero oggetto di culto.
La sua biografia fu composta dal sacerdote Pejo di Sofia, contemporaneo del venerabile.

## Fonti
- Жития на светиите. Синодално издателство, София, 1991 година, под редакцията на Партений, епископ Левкийски и архимандрит д-р Атанасий Бончев.
- Св. преподобни Софроний Български (Софийски)